# Chlorissa apographa
Chlorissa apographa är en fjärilsart som beskrevs av Louis Beethoven Prout 1930. Chlorissa apographa ingår i släktet Chlorissa och familjen mätare. Inga underarter finns listade i Catalogue of Life.